# Великі Бережці
Вели́кі Бере́жці — село (колись містечко) в Україні, у Кременецькій міській громаді Кременецького району Тернопільської області.
Розкинулося посеред соснових лісів біля схилів Кременецьких гір у долині річки Ікви. Околиці — частина природного заповідника «Медобори».

## Історія
Поселення відоме з 1545 року і за свою історію встигло побувати власністю шляхтичів Бережецьких, князів Збаразьких, вельможних родин Лосятинських, Гойських, графів Тарновських. У XVIII ст. воно отримало магдебурзьке право. Утім, не встигнувши розвинутись у справжнє місто, Великі Бережці почали занепадати. У 1774 році у поселенні було 1250 жителів.
Найвідомішим місцем у цьому старовинному волинському селі є, безперечно, Божа Гора — один з останців (залишків вершин) Кременецьких гір, на якому, за переказами, з'явилася Богородиця. Відтак, Бережці щороку відвідують тисячі паломників.
Релігійне життя у селі розгорталося також біля зведеної 1856 року, коштом прихожан, дерев'яної на кам'яному фундаменті церкви Введення в храм Пресвятої Богородиці. За часів Російської імперії до цього храму також ходили жителі сіл Града і Гаї.
Значних руйнувань село зазнало під час Першої світової війни — тоді й згоріли палац і церква і її функції виконувала каплиця на Божій горі. У 1918 році збудували нову, досі діючу церкву. Її, як і втрачений храм, назвали на честь свята Введення в храм Пресвятої Богородиці.
Досі нерозвіданою залишається історія юдейського населення у Великих Бережцях, адже ще польський путівник Волинню у 1929 році характеризує його як «żydowskie miasteczko». У селі була єврейська громада чисельністю 400 осіб, діяли єврейська початкова школа, синагога, було кладовище-кіркут.
На 1936 рік село входило до ґміни Бережці Кременецького повіту.
Всього за 2 км на захід від села розташоване місце, де у XVI–XVII століттях стояв замок фундаторки Почаївського монастиря Анни Гойської — Урля (інший варіант — Вірля). Саме звідти у 1597 році і перенесли у Почаїв всесвітньо відому чудотворну ікону Богородиці.
У 1996 році в селі відкрито Меморіальний музей Олександра Неприцького-Грановського.
12 червня 2020 року, відповідно до розпорядження Кабінету Міністрів України № 724-р «Про визначення адміністративних центрів та затвердження територій територіальних громад Тернопільської області», увійшло до складу Кременецької міської громади.
19 липня 2020 року, в результаті адміністративно-територіальної реформи та ліквідації Кременецького (1940-2020) району, село увійшло до складу новоутвореного Кременецького району.

## Символіка
Затверджена 15 вересня 2000 року рішенням XVIII сесії сільської ради III скликання.
Автори — Андрій Ґречило та У. Ґречило.

### Герб
У синьому полі золота «столова» гора, над нею срібна стріла з роздвоєним кінцем та двома поперечками, обабіч — по срібній лілеї, вгорі — золота 8-променева зірка. Щит обрамований декоративним картушем і увінчаний червоною міською короною з трьома вежками.
Золота гора уособлює Божу гору, що лежить біля села. Золота зірка та лілеї є символами Богородиці й пов'язані з місцевими легендами. Також зірка, лілеї і стріла є елементами з гербів колишніх власників Бережців, які сприяли розвитку містечка.

### Прапор
Квадратне полотнище складається з двох вертикальних смуг, від древка — біла (завширшки в 1/4 сторони прапора), із вільного краю — синя, на якій жовта 8-променева зірка, під нею біла стріла з роздвоєним кінцем та двома поперечками, обабіч — по білій лілеї.
Біла смуга на прапорі означає річку Ікву.

## Населення
За даними перепису населення 2001 року мовний склад населення села був таким:
| Мова       | Число ос. | Відсоток |
| ---------- | --------- | -------- |
| українська |           | 98,42    |
| російська  |           | 1,48     |

## Відомі люди

### Народилися
- Грановський Олександр Анастасійович — український американський науковець, зоолог-ентомолог (США), публіцист і поет. Дійсний член НТШ та УВАН, голова Організації державного відродження України.
- Ганжусь Сергій (1983—2022) — український військовик, учасник російсько-української війни[7].

### Проживали
- Адамцевич Євген — видатний бандурист, автор «Запорозького маршу».

## Спорт
В селі Великі Бережці є футбольна команда «Велбер» («Velber», назва скорочено від назви села) яка бере участь у чемпіонаті з футболу Кременецького району, а також кубку й інших турнірах, які проводяться в районі. Команда молода і виступає недавно, бронзовий призер Кубку «Золотий колос з міні футболу 2016 р.».

## Галерея

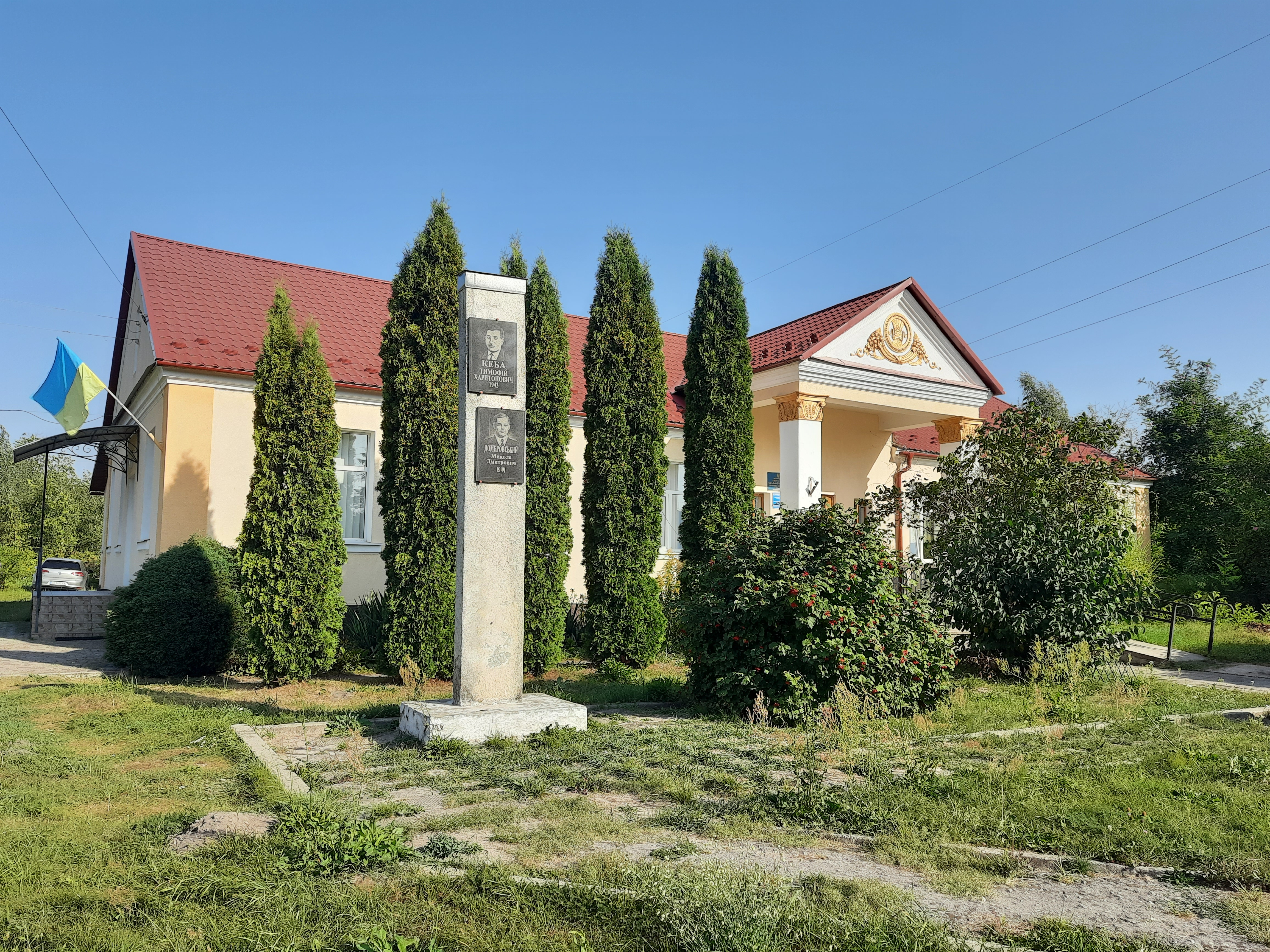
Будинок культури
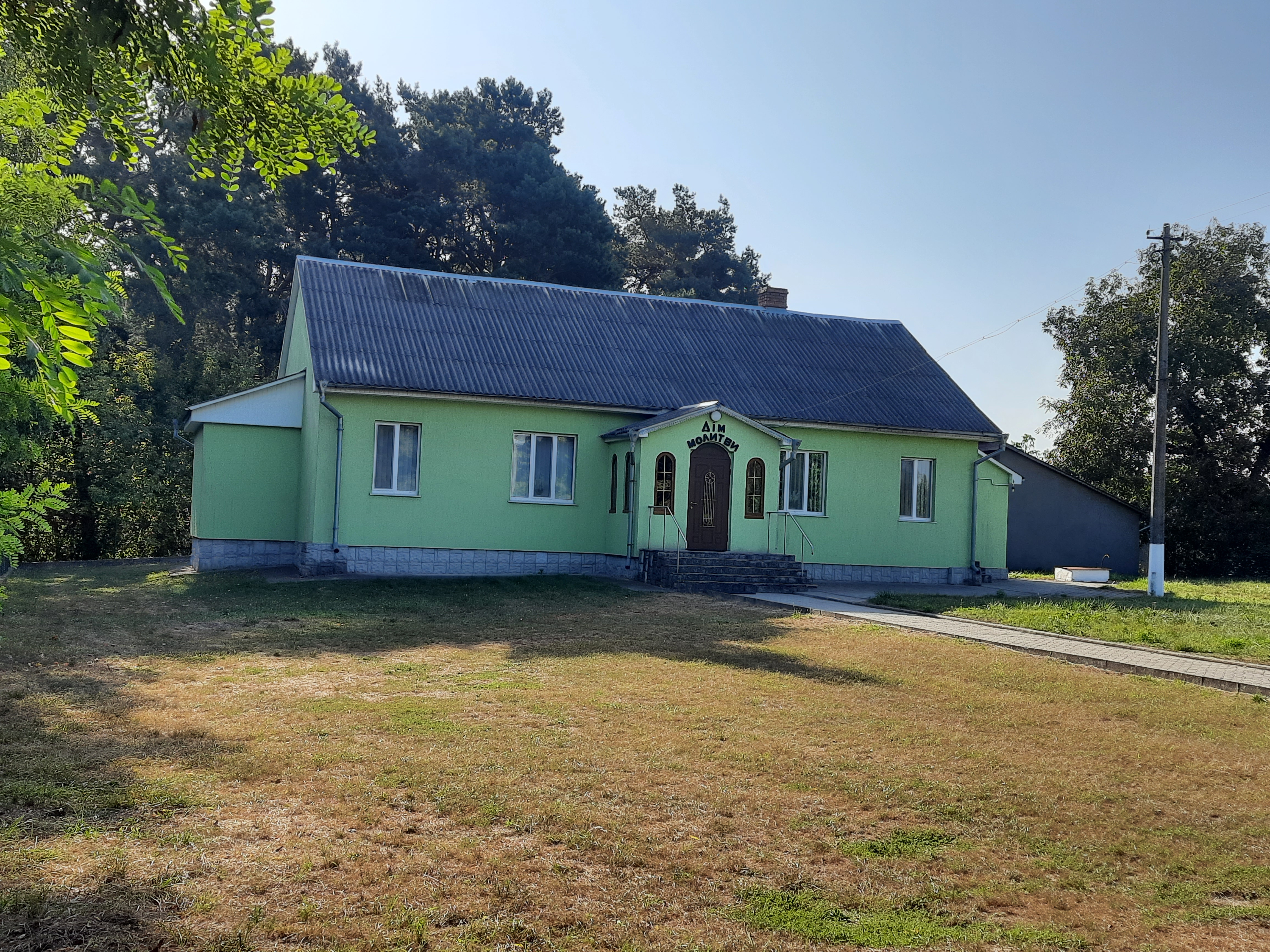
Дім молитви
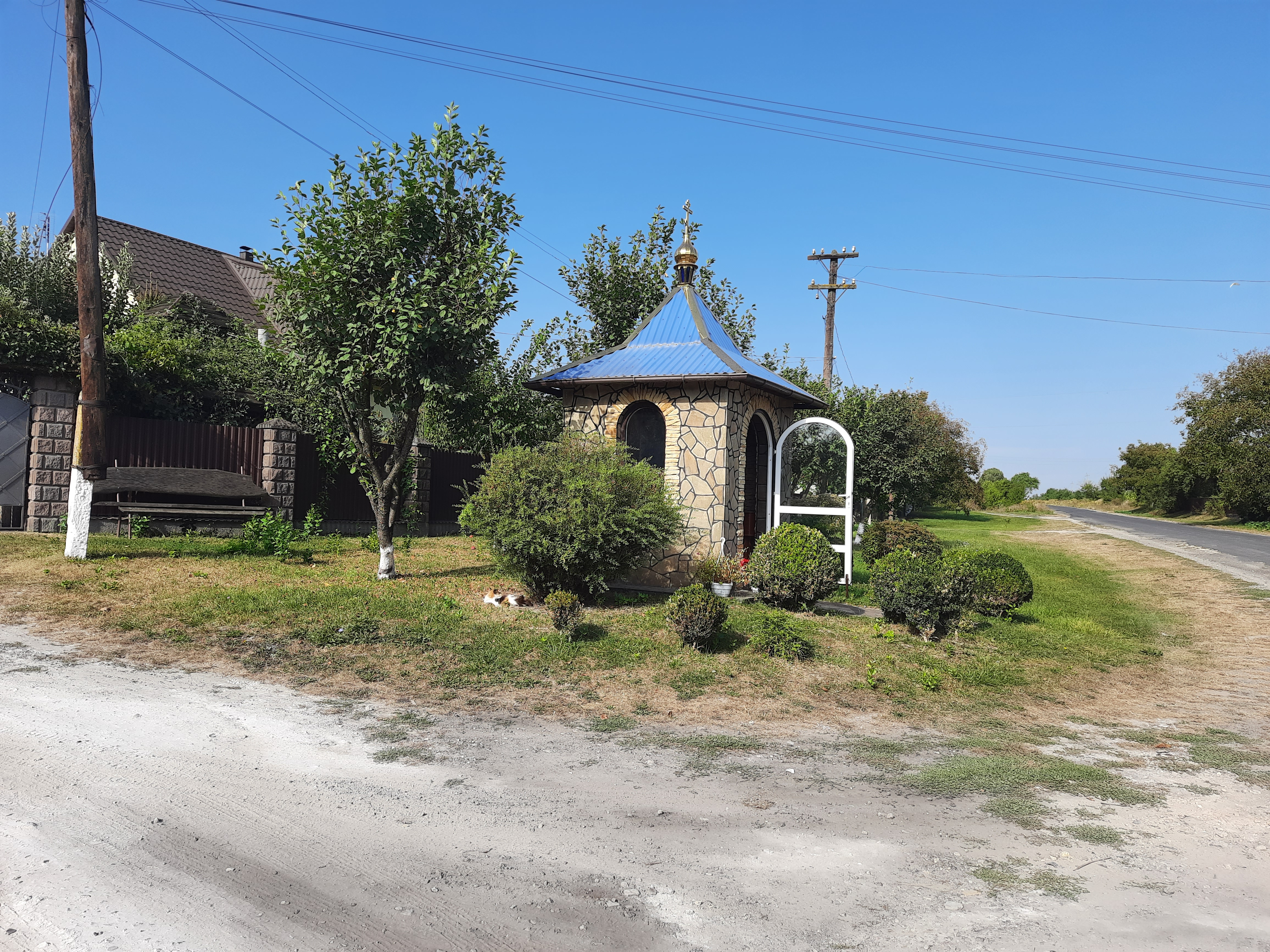
Капличка
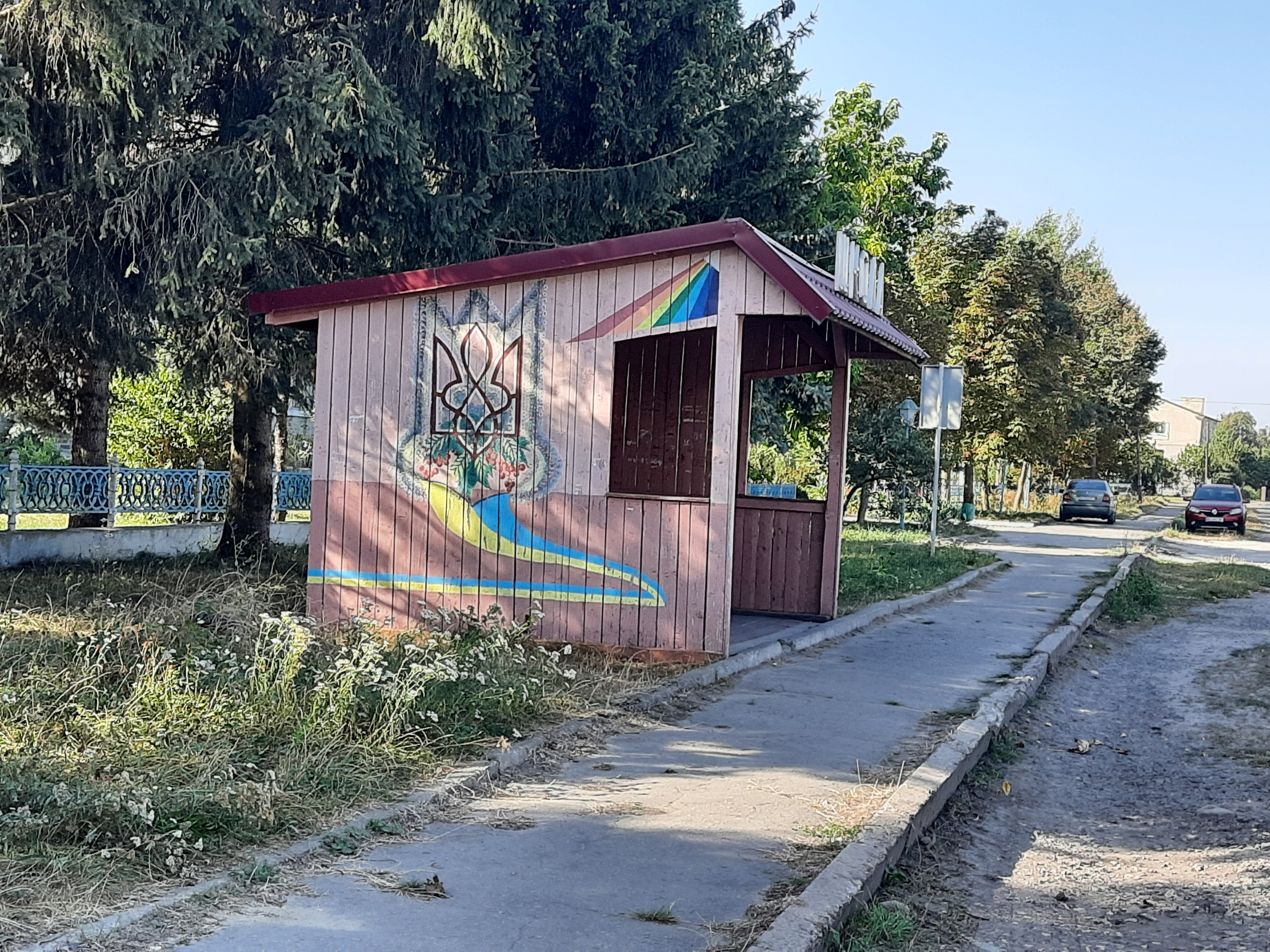
Автобусна зупинка
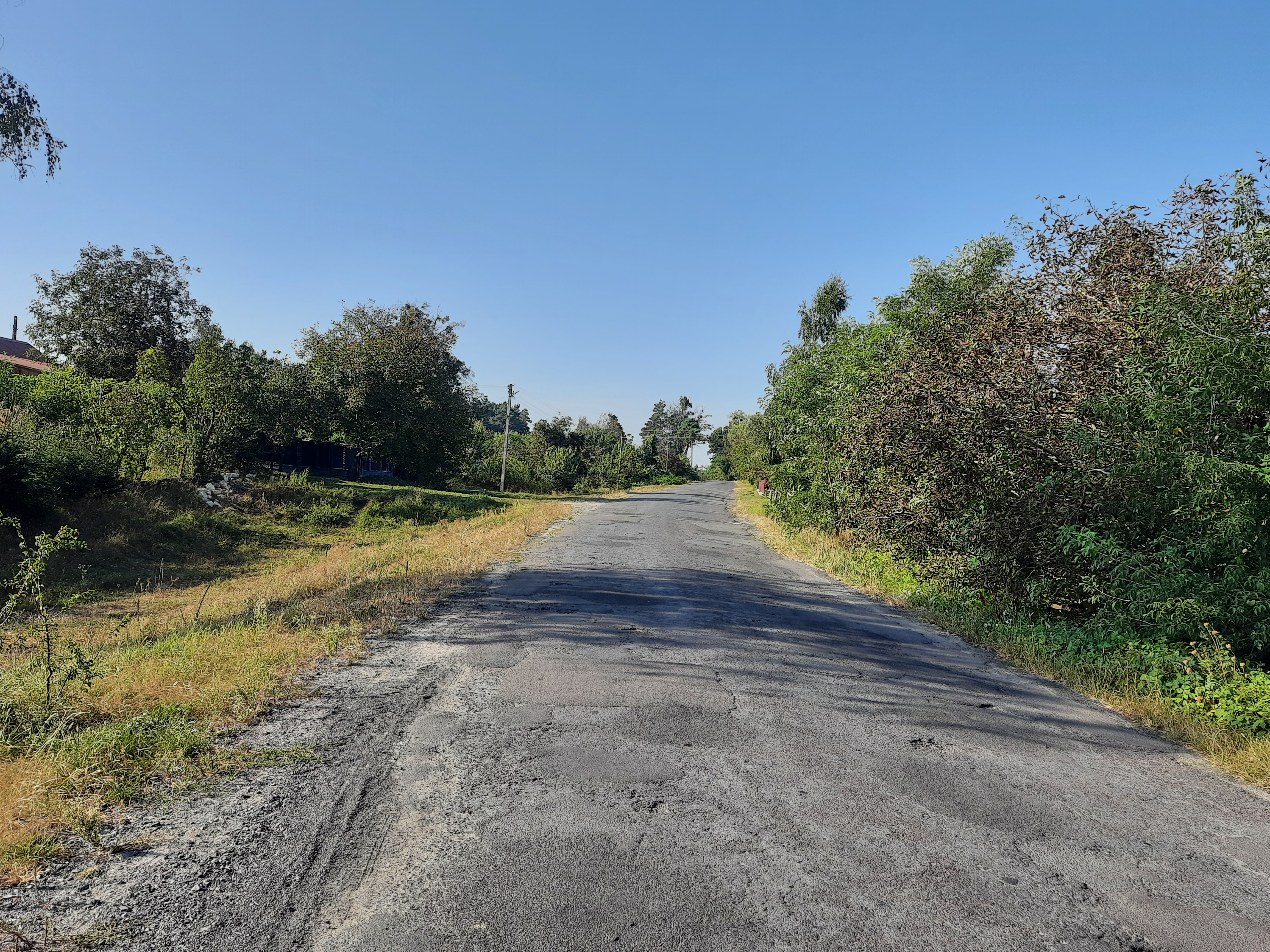
Околиця села